# Історія Шацька
Істо́рія Ша́цька — це історичний період містечка Шацьк Волинської области, починаючи з XIII  до нині.

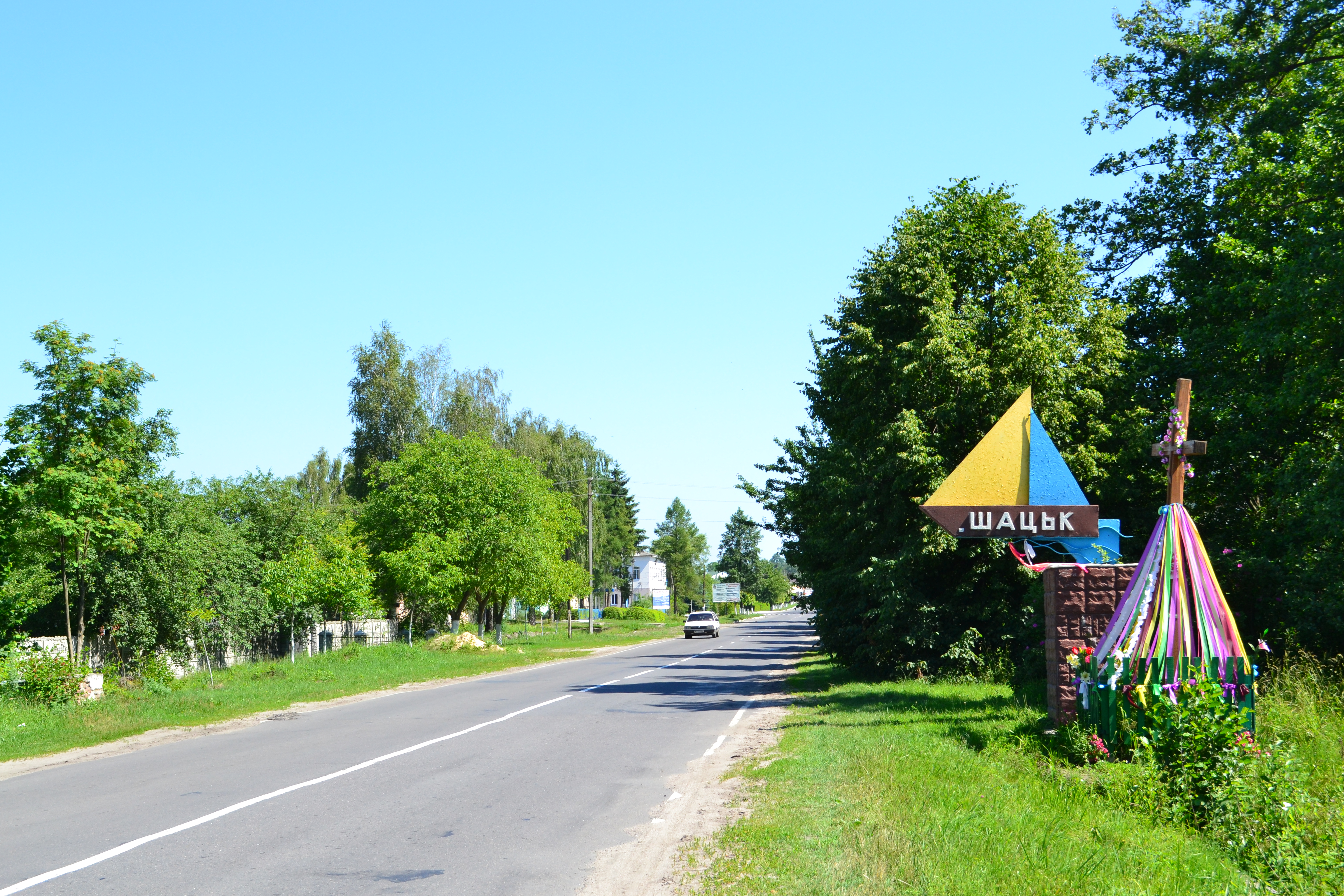

Шацьк — селище міського типу, у Ковельському районі Волинської области України. Вперше згадується 1410.

## Загальна історія
Перша згадка про Шацьк в історичних джерелах належить до 1410 року, коли польський король Ягайло відрядив своїх мисливців до Шацьких лісів на полювання, щоб заготовити м'ясо для війська напередодні битви з німецькими загарбниками під Грюнвальдом. Шацьк, як і більша частина інших земель Волині, у 40-х роках XIV століття увійшов до складу Литовського князівства.
Доказом того, що на території Шацька жили люди є численні знахідки різних кам'яних речей: кам'яні скребачки, рубила, кістяні голки.
У 1564 році Шацьк входив до складу Любомльського староства. Щодо назви Шацька(Шечка) існує кілька версій походження:
- Назва Шацьк походить від назви гори Саської.
- Назва Шацьк походить від німецького слова «дорогоцінний».
- Місцевість навколо Шацька завжди була дуже болотиста, хитка. Від слова «шататись», походить назва Шатськ, а при асиміляції звуків вийшла назва Шацьк.
- Власником багатих угідь був Шечко, від цього прізвища, ймовірно могла з'явитись назва Шацьк.
- Коли тут селились люди, то їх зустріла багата, прекрасна, квітуча природа. Дрімучі ліси, і ніби дзеркальця серед них, озера, Ошатна, гарна місцевість. З часом літератне скорочення призвело до появи назви.

За люстрацією 1564 року в ньому налічувалось 35 дворів тяглих селян, 7 городників, 3 комірники, 33 рибалки. Всі ці категорії населення були обтяжені великими феодальними повинностями. Населення перебувало на становищі кріпаків. Загальна сума податків з села визначалася в розмірі 419 золотих 29 грошей на рік. Після унії ,Литви з Польщею у 1569 року остання захопила і Шацьк. Значно посилився соціальний і національний гніт. У Шацьку збільшилася кількість шляхти, яка захоплювала землі селян та закріпачувала їх.

## Народний стрій жителів Шацька
Чоловічий селянський одяг складався із сорочки до колін, що вдягалася навипуск та перепоясувалась шкіряним або в'язаним поясом, нешироких штанів. Сорочка часто оздоблювалася вишивкою. На поясі кріпилися необхідні інструменти (ніж, гребінь). Взимку поверх рубахи вдягався хутряний кожух, восени та навесні — сукняна свита. На ноги одягалися постоли — стягнуті шматки сиром'ятної шкіри, більш заможні чоловіки — черевики/чоботи. Волосся різали під макітру. Цей вид стрижки поступово замінював розповсюджене в XV–XVIII ст.ст. гоління голови із залишенням оселедця. Бороди носили літні чоловіки.
Жіночий народний одяг складався з сорочки, запаски або юпки, кожуха (взимку). Дівчата заплітали волосся в одну або дві коси. Заможні жінки також заплітали волосся в коси. Голову влітку обв'язували стрічкою або хусткою. Заміжні жінки обов'язково носили очіпок. Святковим взуттям були черевики. Здебільшого повсякденно ходили босоніж або у постолах.
Протягом XVII-XVIII століть Шацьк поділяв долю инших населених пунктів Любомльського староства. Польські королі часто передавали їх різним магнатам. У 1768 році Шацьк разом з усім Любомльським староством став власністю великого феодала — графа В. Браницького. Після третього поділу Польщі у 1795 році Шацьк у складі Західної Волині відійшов до Російської імперії. Було покладено край польсько-шляхетському пануванню й примусовому ополяченню українського населення. Шацьк став волосним центром Володимир-Волинського повіту Волинської губернії. Проте у соціально-економічному і юридичному становищі Шацьких селян не сталося ніяких змін. Царизм визнав за місцевим феодалом В. Браницьким право на всі його володіння і на підданих.

## Перша половина ХІХ століття
Під час російсько-наполенівської війни 1812 року Шацьк проминули частини війська Наполеона. За народними переказами, чинило опір наполеонівським військам і населення Шацька. На початку другої половини вересня 1812 року російські війська під командуванням адмірала П. В. Чичагова взяли Шацьк. Немає жодних історичних свідчень про якісь військові сутички на території Шацька між французькими й російськими військами.
В 1843 році в Шацьку була заснована школа, яка називалась «Народним однокласним педагогічним училищем» За даними «Пам'ятної книги № з м. Житомира» в школі навчалось 43 хлопчики. Навчання тривало від 1 жовтня до 1 вересня. Канікул не було. В школі викладання було російською мовою.
У першій половині XIX століття внаслідок кризи феодально -кріпосницької системи посилилась експлуатація селян. Селянські господарства дедалі зубожіли. Становище селян погіршувалося ще й через неродючість піщаних та болотистих ґрунтів.
У 1849 році Шацький фільварок, який після смерти В. Браницького перейшов у власність його сина К. Браницького, царський уряд конфіскував. Він перейшов у розпорядження Волинської губернської палати державних маєтностей, а селяни стали державними. Хоч становище їх дещо поліпшилося, проте вони й далі залишалися об'єктом жорстокої експлуатації. За переписом 1850 року, Шацьку належало 7168 десятин земельних угідь. З них 4254 десятини орної і городньої землі. За користування цією землею селяни сплачували великі податки. Крім цього вони виконували також підводну, шляхову та инші повинності.

## Розвиток культури та ремесел після скасування кріпосного права
Після реформи 1861 року і скасування кріпосного права селяни Шацька дістали особисту волю. У 1866–1867 рр. були видані царські укази про поземельний устрій державних селян України. Згідно з цими указами швацькі селяни в 1874 році одержали за викуп 3835 десятин земельних угідь, у тому числі 1426 десятин орної і городньої землі. За виділені землю вони щороку мали сплачувати грабіжницький викуп у сумі 1456 крб. 39 коп. протягом 49 років. Зазначена сума значно перевищувала розмір поземельного податку, який стягувався з них до опису 1874 року. Цю землю було розподілено між селянами нерівномірно. З відомостей, щодо найстаріших будов Шацька відносяться церква, яка була збудована графом Браницьким, школа (старий корпус) і замок на острові «Горб», що зберігся там. Ймовірно це було звичайне феодальне укріплення (замок). Під час розкопок знайдено залишки цегли (підвали), вугілля. Було зроблено припущення, що цей замок спалено. Також знайдено залишки погребу. На фоні масового малоземелля в Шацьку виділилося чотири куркульських господарства, котрим на початку XX ст. належало 666 десятин землі. Куркулі та місцева церква, яка володіла 136 десятинами землі, нещадно експлуатували селянську бідноту. Одним з важливих видів промислу в Шацьку було рибаловля, яка потребує човна та спеціальних знарядь для вилову риби. Човни, якими плавали на озерах були великі, здатні витримати високу озерну хвилю, плоскодонні, як правило двовесельні, хоча на малих озерах рибалки часто управляють одним довгим веслом, стоячи на кормі. Озера були приватними.
Природні умови зумовили розвиток багатьох ремесел. Населення мало добрі навички господарювання серед лісів і боліт, вміння лозоплетіння, заготівлі й обробітку деревини та виготовлення виробів з неї. Ліс споконвіку використовувався для заготівлі ягід, грибів, палива, випасу худоби, мисливства, збирання цілющих трав.
Одним із давно поширених напрямків господарювання було бортництво. Збирали мед та иншу продукцію диких бджіл, використовуючи спеціальні пристрої для лазіння по дуплистих деревах. Також серед ремесел були шевці, кравці, теслярі, пічники та инші.
Постійним супутником тяжкого соціального становища трудящих був низький рівень їх культури. В селі панувала майже суцільна неписемність. В 1874 році, наприклад, з 250 селян, що брали участь у сільському сході з приводу люстраційного акту, зміг поставити власний підпис на протоколі сходу тільки один чоловік. Решта виявились неписемними. Не кращим був стан освіти у селі й у наступні роки. На початку XX ст. тут існувало одне однокласне народне училище, яке було відкрите у 1849 р. В 1910 р. у ньому навчалося лише 30 учнів, і це тоді, коли в самому Шацькові налічувалося лише три тисячі жителів. Тяжким матеріальний стан більшости населення позбавляв його можливости здобувати освіту. На ґрунті соціальної потреби та низького рівня культури селян у квітні 1909 року в Шацькій волості мав місце конфлікт між населенням і місцевою владою.
Церковної землі було 300 гектарів, церкві належало і озеро Соминець та багато сінокосу. Озера Чорне та Люцимер належали великому господареві Сергію Прокосі. Господарства селян були вбогими. Орали волами, запряженими в дерев'яну соху. Нужденний вигляд мали селянські хатинки, в яких не було навіть димаря, бо за нього потрібно було платити податок, а дим виходив через двері і вікна. Вечорами світили лучинами. Ламп не було. Всі чоловіки і жінки носили домоткану одежу з білого полотна, а якщо в селі з'являвся чоловік у чорному одязі, то на нього дивилися вже як на пана. Навіть хлопчики років 10-12 ходили без штанів, у самій лише полотняній сорочці. Влітку всі ходили босі, а взимку — в постолах. Лише у церкві була пара чобіт, які одягали молоді під час вінчання. Щороку селяни повинні були дотримуватися посту чотири рази. Навіть тяжко хворому треба було звертатись до священника за дозволом їсти м'ясні продукти чи набіл у піст. Шацьк був надзвичайно віддалений від залізниць. Найближча залізниця проходила за 40 км від Шацька. За покупками, а найчастіше по свині, люди їздили кіньми аж у Брест, на це витрачалось 2 дні і ніч. Дня переїзду з Шацька у чиновників — кур'єрів було 11 коней. Розвиток капіталістичних відносин сприяв пожвавленню у Шацьку економічного життя. Це насамперед знайшов вияв у розвитку торгівлі. Тут тричі на рік відбувалися ярмарки, 5 березня, 12 червня, 9 вересня, де селяни продавали сільськогосподарські продукти, а купували господарські речі, одяг, тощо. На початку XX ст. було відкрито страхове агентство, поштово-телеграфне відділення. Протягом другої половини XIX ст.Шацьк значно зріс, збільшилась кількість населення до 2886 чоловік. Було відкрито земську лікарню на 12 ліжок, яка стояла там де зараз находиться середня школа, але за лікування в ній платили. Це приміщення було спалене воїнами УПА з різних причин. В цій лікарні була лише одна акушерка Андреєва Павліна Іванівна. Бібліотек і книжкових магазинів у Шацьку не було.
Населення Шацька не раз переживало спустошливі війни. Тут проходили війська татар, шведів, французів. Дорогою через Шацьк проходили війська Кутузова й Суворова. Як і більшість українців, жителі Шацька ставилися до поневолення не приязно. В 1792 році село Шацьк було захоплене французами. Існує легенда, що одного разу п'ять французів зайшли до однієї хати і стали вимагати господині ласощів. У відповідь усіх п'ятьох вона  облила окропом. Старшиною Шацької волости в 1913 році був П.Зуб, а волосним писарем — пан Федьчук.

## В роки Першої світової війни
У роки першої світової війни Шацьк опинився у фронтовій смузі.
У серпні 1920 року Червона Армія окупувала Шацьк. Тут було встановлено радянський режим і створено революційни комітет. Однак у вересні 1920 року він був захоплений польською владою, яка перебували тут до вересня 1939 року.
У 1933 році польська влада вдалася до так званої комасації, яка стала додатковим засобом пограбування селян. Селянин міг одержати землю однією ділянкою лише тоді, коли переселиться на хутір і зведе там будинок. Цим правом могли скористатися лише заможні селяни, а біднота не мала коштів на переселення. Комасація була однією з форм колонізації, шляхом насадження куркульських господарств за рахунок розорення дрібних сільських господарств. У Шацьку було два заможних господарі — Сергій Прокоса та Панас Острейко.
У 30-х роках навколо Шацька виникли такі хутори: Хороми, Посіч, Городище, Воротково, Камені, Став, Підвеброд, Дубиччя, Муравське, Користь.
За чергового періоду приналежности до Польщі в Шацьку, як і по всьому західу Україні дуже дорогими були промислові товари першої необхідности таких ,як сіль, сірники, гас, мило та інше. Щоб заробити грошей жителі часто йшли працювати у ліс. Найкращі ділянки лісу вивозили у Польщу, Францію, Англію. Для середньостатистичного селянина ліс був дуже дорогим. Доприкладу якщо селянин продасть середню корову, то він міг купити лише три кубометри лісу, тому хати, котрі були побудованими за Польщі, не відзначалися розкішністю. Дістати тютюн було проблемною задачею, адже його вирощування на городі буде заборонено, хоча була можливість придбати його в магазині. Поліція проводила суворий контроль. Відбувалося це так: поліціянти ходили по городах і розшукували стебла тютюну серед огородини. Штрафом за порушення заборони було п'ять тогочасних злотих, хоча були випадки ,коли справа доходила до ув'язнення. Такі високі ціни на промислові товари давали величезні прибутки польським промисловцям і державі.
Попри те, що Шацьк багатий на озера, жителі були позбавлені права ловити рибу в озерах. Хоча іноді місцеві порушували цю заборону, але через дуже суворі покарання відбувалося це дуже рідко.

## Боротьба за визволення у 30-х роках XX ст
До соціального гніту додавався і національний. До цього призвела політика ополячення та насильного навернення до католицтва. В Шацьку був збудований костел, що стояв у центрі села. Поляки не приймали православних селян на роботу. Навіть щоб стати сторожем потрібно було прийняти католицьку віру. Через це у містечкові не вистачало працівників, адже серед люду ніхто не хотів міняти віри. В Шацьку була 4-класна школа, але навчання в ній проводилось лише польською мовою. Переважна більшість дітей лишалася поза школою. У 1938 році в Шацьку налічувалось 60% неписемних.
У 30-х роках на десятки сіл працювала невелика лікарня з одним лікарем, яка знаходилась у Шацьку, медичне обслуговування було платним. Зазвичай селяни їли чорний хліб та картоплю. Білий хліб, м'ясо, цукор були їжею на великі свята. У піст заборонялися будь-які танці та співи. Масові гуляння ,де співали чи танцювали розганяла поліція. Аби прогодувати сім'ю і сплатити податки, розореним селянам доводилося шукати заробітків. У Шацьку були лише паровий млин, два вітряки й цегельня, які безперечно не могли забезпечити роботою всіх охочих. Тому багато жителів містечка їхали до промислових центрів Польщі, а кілька сімей емігрували до Америки.

## В роки Другої світової війни
У вересні 1941 року був створений партизанський загін на чолі з С. Я. Сковородою. Активну участь у створенні цього загону брав колгоспник Панас Бегас та комуніст Марко Смоляр. Загін весь час поповнювався за рахунок місцевого населення і за рахунок військовополонених. З місцевих жителів у партизанському русі брали активну участь. Федір Савович Кропивник, брати Яків Юрійович та Петро Юрійович Рупінці, Микола Никифорович Козак, Євгенія Яківна Боярчук, Євдоким Михайлович Редько, Мойсей Іванович Копитко, Онісія Андріївна Смоляр, Ярина Марківна Смоляр, Калина Іванівна Смоляр, Федора Ілларіонівна Боярчук, Параска Дем'янівна Шепеля, Володимир Сулім та інші. На початку 1942 року загін налічував понад 20 учасників. Умови партизанської війни були одними з найважчих серед усіх галузей війни. Тривалий час загін не мав зв'язку з іншими партизанськими загонами, не мав постачання ні зброї, ні боєприпасів, ні медикаментів, ні літератури. Хоча серед народу партизани мали підтримку. Основним заняттям партизанів була підпільне знешкодження фашистів. За час війн партизани визволили 200 юнаків і дівчат, зігнаних за наказом окупаційної влади для відправки на каторжні роботи до Німеччини. Значна частина їх вступила до партизанського загону.
Очевидно, що фашистська влада намагалася знищити пратизанський рух. З цією метою не рідко винищувалися цілі сім'ї. Від рук катів загинули сім'я і всі родичі П. К. Бегаса, Є. М. Редько та його дружина, які активно сприяли партизанам. У 1942 році за участь в антифашистському підпіллі були розстріляні О. І. Редько, члени сім'ї З. І. Забродоцького та інші.
Під час окупації особливо старався догодити своїм господарям колабораціоніст — шацький староста пан Леван. Він доповідав фашистам про місцеперебування шацького партизанського загону. Проте завдяки допомозі місцевого населення партизани своєчасно уникали пастки. Його дії завершилася тим, що німецькі окупанти самі його повісили.
На початку червня 1942 року загін провів запеклий бій з гітлерівцями і поліцаями біля села Вілиця. Зустрівши карателів, які поверталися з награбованим майном, партизани знищили 12 ворогів, спалили дві автомашини, а майно повернули потерпілиМ. Наслідком фашисти спалили село, а 91 жителя було розстріляно. Партизанів шукали військовя загони ,поліція, ліс в районі села було пройдено кілька разів. Але загін С. Шковороди, своєчасно попереджений зв'язковим, відійшов на 50 км від Шацька і уник оточення. Незабаром партизани повернулися до Шацького лісу. Щоб дізнатися чи є німці у навколишніх селах, 22 червня 1942 року до села Кропивники було направлено розвідниць комсомолок Ярину Смоляр та Пашу Шепелю. Замасковані під збирачів ягід дівчата йшли стежкою, коли раптово почулися постріли. Паша Шепля уникла поранення, натомість Ярина була поранена наскрізною кулею. Дівчину було оточено. Разом з поліцаями був підкуркульник О.Кропивник і сказав, що Ярина і її батьки — партизани. Невдовзі дівчина зазнала катувань, але коли фашисти усвідомили, що інформації від дівчини не добитися, то двома пострілами позбулися її. Друзі партизани шукали її тіло дві доби, згодом поховавши її край лісової галявини. В честь дівчини у містечкові назвали вулицю. 
Восени 1942 року фашисти схопили розвідника загону комсомольця Миколу Суліма. Юнаку скрутили руки й наказали вести до місця перебування партизанського загону. Хлопець кілька годин водив фашистів і поліціянтів по гущавинах і болотах. Після катувань був убитий фашистами. З прибуттям влітку 1943 року на Волинь партизанського з'єднання на чолі з О. Ф. Федоровим Шацький партизанський загін увійшов до складу 3-го батальйону цього з'єднання. 3 серпня 1943 року 500 партизанів з'єднання Федорова здійснили успішну операцію — вони розгромили фашистський гарнізон, який розташовувався у Шацьку, покарали посібників німецьких окупантів, і ввійшли у містечко. Відбувся мітинг. Партизани роздали жителям продукти й майно, відібрані в окупантів.
21 липня 1944 року 185-а стрілецька дивізія 1-го Білоруського фронту відбила Шацьк від фашистів.

## Післявоєнні часи
Німецько-фашистські окупанти завдали Шацьку великих руйнувань. Вони спалили 70 дворів, пограбували колгоспи, знищили МТС, електростанцію, Будинок культури, та инші приміщення громадських організацій. З перших днів визволення Шацька з-під окупації розгорнулася наполеглива боротьба за відбудову народного господарства. Відновив роботу Шацький райком КП(б)У, райвиконком, РК ЛКСМ і сільська Рада. Почалася робота по відбудові селища та наданню допомоги фронту. 42 жителі Шацька приєдна Червоної Армії. За мужність, виявлену в боях за визволення Данцига, житель селища А. Т. Носуліча був нагороджений орденом Слави 3-го ступеня. Жителі Шацька й району лише за перші три місяці після визволення зібрали й передали до фонду 15 тон зерна, 3 тони м'яса, 30 тон картоплі, 2 тони фруктів, 50 кг масла та інше.
Багато жителів Шацька працювало на будівництві летовища, на обладнанні приміщення медичного санітарного батальйону. Також жителі Шацька допомагали у відновленні Ковельського залізничного вузла. Протягом 1944–1945 рр. зусиллями населення у Шацьку було відбудовано 31 адміністративний та 40 житлових будинків. Розпочали свою роботу на той час районна лікарня, аптека, два цехи промислового комбінату. З 1 вересня 1944 року відчинилися двері семирічної школи. Незабаром почали працювати клуб та хата-читальня. Господарствам, які потерпіли від фашистських окупантів було видано грошові кредити, будівельні матеріали, насіння, тощо. Відбудові й будівництву в Шацьку великі перешкоди чинили місцеві бандити. В січні 1945 року за допомогою місцевого населення була ліквідована банда «Крюка» у кількості 120 чоловік.
Жителі Шацька докладали багато зусиль для відновлення сільського господарства, зруйнованого й занедбаного у роки війни. Не вистачало робочих рук і техніки. Доводилося проводити великі роботи, аби знешкодити велику кількість мін та снарядів, залишених на полях відступаючими окупантами.
В 1947 році у містечкові розгорнувся рух за колективізацію сільського господарства. У липні 1947 було організовано перший колгосп, в який частково насильно було об'єднано 18 бідняцьких господарств, а в листопаді 1948 року — другий колгосп. Він мав 51 га орної землі. Першим головою цього колгоспу був Денис Михайлович Сухецький. Активними організаторами колгоспного руху були колишні члени КПЗКУ М. К. Курдзяба, М. К. Бегас, П. Д. Шепеля та инші. В колгоспі в 1948 році була створена парторганізація, секретарем якої обрали М. К. Курдзябу.
На кінець 1949 року була повністю завершена жорстока політика колективізації. У місцевих забрали їхні плуги, молотарки, борони, коні та заявили, що вони є для загального користування. Почалось будівництво
нового господарства. Спочатку побудували контору колгоспу. Створили тваринницькі ферми, в яких у 1950 році налічувалося 379 голів великої рогатої худоби і понад 100 свиней. Засівали колгоспні лани насінням, яке давали колгоспники. В 1949 році колгосп за робочий день видав по 4 кг зерна. В колгоспі було 140 коней і один трактор «Універсал». Першу борозну на тракторі проклав тракторист Карім Булатов. Правління колгоспу складалося з 9 осіб. У липні 1951 року на базі двох колгоспів було створено одне господарство рослинно-тваринницького напрямку, до якого в 1958 році приєднався колгосп села Мельники. Колгосп носив ім'я Сталіна, а з 1961 року носив назву «Україна», яку носить і донині.
Колгосп «Україна» став багатогалузевим господарством. На кінець 1958 року мав 1200 голів великої рогатої худоби, мав 9636 га землі в тому числі 1597 га орної. Колгосп придбав комбайн, 9 тракторів, 6 вантажних автомашин. За рахунок освоєння боліт на 185 га розширилася площа орних земель.
З року в рік господарство колгоспу дедалі зростало. Збільшився валовий збір зерна, який в [[196] році становив 6,7 тис. цнт. Поголів'я великої рогатої худоби протягом 1958–1965 рр. зросло на 698 голів, у тому числі корів — на 140 голів, внаслідок чого доходи від тваринництва збільшилися на 60%, а прибутки від тваринництва у 2,5 рази, збільшились прибутки на 13.7 тис. крб. Колгосп одержав від держави за роботи по осушенню боліт 8.7 тис. крб. Господарство повністю забезпечене типовим тваринницькими приміщеннями, в яких встановлено автоматичні напувалки та инші механізми, що приводяться в дію за допомогою електроенергії. У 1967 році дохід колгоспу збільшився до 379.2 тис. крб.
На початку 1968 року колгосп «Україна» налічував машинний парк в кількості 13 тракторів, 3 зернові комбайни, 11 вантажівок. Колгосп побудував багато тваринницьких приміщень обладнаних новітнім устаткуванням. В колгоспі працювали 4 комплексні, тракторна і городня бригади. М. Д. Терети, яка збирала по 6.5 цнт. волокна з гектара.
В 1966 році ланкова М. Д. Терета була нагороджено колишнім орденом Трудового Червоного Прапора. Медаллю «За трудову доблесть» удостоєно доярку М. К. Бобко і голову колгоспу М. С. Ющука.
В Шацьк у швидкими темпами розвивалась і місцева промисловість. Розширив свої виробничі потужності промкомбінат, рибзавод, відділення
«Сільгосптехніка», утворене на базі МТС. Через деякий час стали до ладу меблевий столярний, лісопильний, черепичний та цегляний цехи. Збільшилась і чисельність робітників на підприємстві, Якщо в 1950 році тут працювало 55 чоловік, то у 1967 році — вже понад 200. Зросла вартість валової продукції комбінату.
На базі шацьких озер загальною площею 7.5 тис. га (Люцемир, Чорне, Пісочне, Кримне, Світязьке, Пулемецьке, Острів'янське та інші)
був заснований у 1939 році рибзавод. До Шацького рибзаводу відносилось близько 30 озер і ставкове господарство Ладинка. У 1952 році було споруджено рибоконсервний цех, який виробляв понад 250 тис. умовних банок консервів «Шацький частик» на рік. Крім консервів рибзавод випускав в'ялену, копчену й морожену рибу. А також постачав містам України велику кількість свіжої риби, щорічний вилов якої — 3 тисяч центерів різних порід. Рибзавод також вирощував мальків для зарибнення озер. Щорічно мільйон мальків, вирощених у розпліднику «Ладанка», запускали в шацькі озера. Рибзавод має свій автопарк: 5 вантажівок, екскаватор та 3 трактори. На Ладинці побудована потужна насосна станція. Значним підприємством був Шацький лісгосп, який налічував 18 тис. га лісу. У 1968 році в ньому працювало 397 чоловік. У цьому ж році лісгосп поставляв 179000 куб м деревини і виробив товарної продукції на 481200 крб.
У селищі було відділення «Сільгосптехніка», яке обслуговувало машинний парк навколишніх колгоспів. Колектив відділення спільно з механізаторами артілей готує сільськогосподарську техніку, допомагає добувати і вивозити торф на поля, а також осушувати та освоювати заболочені землі. Найкращий екскаваторник цього підприємства С. А. Забродоцький.
Значну допомогу колгоспам у будівництві виробничих культурно — побутових та житлових приміщень подавала Шацька міжколгоспна будівельна організація, створена у 1957 році. В 1966 році тут працювало 1200 робітників та службовців. У 1967 році ця організація завершила будівництво міжколгоспного будинку відпочинку «Лісова пісня» й турбази на озері Світязь. Одним з важливих підприємств Шацька була пекарня, яка щодоби випікала 19 тонн випічки й забезпечувала своєю продукцією близько 20 сіл. Працювало також ряд цехів Любомльського комбінату побутового обслуговування та райхарчомбінат.
За роки Радянської влади змінилося обличчя Шацька. З відсталого поліського села він перетворився на містечко з сучасними будинками й впорядкованими вулицями. Хоча радянська влада забрала багато життів та зросійщила жителів. Протягом 1945–1967 років тут споруджено 77 будинків за рахунок держави і 551 індивідуальний житловий будинок. Селище електрифіковано і радіофіковано, з 1966 року воно підключене до державної електромережі. Рік у рік зростала купівельна спроможність населення. Це свідчило про невпинне зростання добробуту робітників, колгоспників, сільської інтеліґенції, хоча й жертвою свободи. В їх користуванні було багато радіоприймачів, телевізорів, холодильників, пральних машин, велосипедів, тощо. В селищі налічувалося 9 підприємств громадського харчування, ресторан «Голубі озера».
За роки Радянської влади в Шацьку багато зроблено для охорони здоров'я. В селищі відкрилася районна лікарня (нині Шацька лікарня) на 75 ліжок. У лікарні працювало близько 100 медпрацівників.
Великі зміни сталися в культурному життя. З 1949 року тут працює середня школа, яка міститься в новому двоповерховому приміщенні. Одночасно була споруджена їдальня на 80 місць та інтернат на 30 ліжок. В 1954 році відкрилася восьмирічна школа, а в 1955 року — середня школа робітничої та сільської молоді. В 1966-1967 навчальному році в школах Шацька налічувалося 678 учнів і працювало 46 вчителів.
В 1963 році в Шацьку на базі місцевого лісгоспу відкрили технікум лісового господарства, який готує майстрів лісу та єгерів для потреб різних реґіонів України. Технікум має бібліотеку, 2 гуртожитки на 290 місць, виробничі майстерні. Педагогічний колектив технікуму очолив В. В. Сулько, який доклав багато зусиль у підготовці хороших фахівців. Тепер Шацький лісовий коледж носить ім'я свого колишнього директора Валентина Васильовича Сулька, і на центральному корпусі є вивішена меморіальна дошка.
У красивому сквері на території технікуму створено лісовий музей. Там є рідкісні трави, кущі та дерева.
Для дітей дошкільного віку створено чотири дитячих садки на 150 місць, з яких нині працює лише два. На честь вшанування пам'яті загиблих односельчан, в 1966 році в селищі збудовано меморіал Слави, на якому викарбувані імена борців за визволення від
фашистської окупації.
Своє дозвілля жителі Шацька проводили в Будинку культури. При будинку культури працювали гуртки художньої самодіяльности, учасники яких брали участь у районних і обласних фестивалях. В селищі є 2 бібліотеки — для дорослих і дітей. В 1967 році бібліотека обслужила понад 1350 читачів.

## Розвиток Шацького району
Утворений у 1940 році Шацький район проіснував до 1963 року, але в результаті хрущовської реформи у 1963 році був приєднаний до Любомльського району. Відновлено Шацький адміністративний район було 3 лютого 1993 року (Постановою Верховної Ради України від 03.02.1993 р. № 2981/12), до складу якого ввійшли Шацька селищна та 8 сільських рад, але у 2020 внаслідок адміністративної реформи був ліквідований і ввійшов до складу Ковельського району. У 1983 році створено Шацький національний природний парк з метою збереження, відтворення й ефективного використання природних комплексів та об'єктів, які мають особливу природоохоронну, оздоровчу, історико-культурну, наукову, естетичну цінність. 

## Сьогодення
Територія парку становила 48977 га. В паркові була багато представників флори та фавни, які занесені до «Червоної книги України». Природоохоронна цінність лісо -болотно-озерного комплексу парку визнана міжнародною спільнотою. Рішенням 17-ї сесії Бюро Координаційного Комітету ЮНЕСКО-МАБ у березні 2002 року Шацькому національному парку надано статус Біосферного Резервату ЮНЕСКО. Активно велася робота щодо створення три латерального біосферного резервату «Західне Полісся» за участю Польщі та Білоруси. Чистота і прозора вода з піщаними берегами Світязя та Пісочного сприяли розвитку туристично -оздоровчої інфраструктури, зеленого туризму, тому головними галузями господарської діяльности в районі були саме організація оздоровлення і відпочинку населення та обслуговування відпочиваючих. На березі озера Пісочне розташовувався санаторій «Лісова пісня» на 600 місць, на березі озера Світязь пансіонат «Шацькі озера» на 700 місць.
Селище розташоване у фізико -географічній зоні. Середньомісячні температури: літня + 18.9 С0, зимова — 3С. Кількість опадів — 662.1 мм. Межує з селами Світязь, Мельники, Вілиця, Положево. Більшість працездатного населення зайнято в сільському та лісовому господарстві та у сфері обслуговування. Серед промислових підприємств за останні роки нарощує виробництво промислової продукції «Шацький молокозавод» і фабрика «Шачанка». В цілому обсяг виробленої продукції на 2000 рік збільшився порівняно з попереднім роком. В структурі виробничої діяльности добре працювала райспоживспілка, цех безалкогольних напоїв, було освоєно випуск борошно — круп'яних виробів, олії. Зростав товарообіг у торговельній сфері.
Після здобуття Україною незалежности, трива$ процес відродження національних традицій, зміна віджилих назв вулиць, провулків. В селищі Шацьк з 1992 по 1995 роки перейменовано 7 вулиць. Вулицю Леніна перейменовано в Незалежності, Жовтневої революцїї — у Вишневу, Радянської Армії- у 50-років Перемоги. В 1991 році в селищі демонтовано пам'ятник В. І. Леніну, а в 1995 році відкрито пам'ятник Т. Г. Шевченку, (робота скульптора О. Байдукова). Цю подію було приурочено 585 річниці першої писемної згадки про селище Шацьк. На братській могилі радянських воїнів 1941–1944 рр. побудований пам'ятник невідомому солдату. Обеліск на честь загиблих в роки другої світової війни споруджений на вул. Гагаріна.
З 1996 року на березі озера Світязь проводиться Міжнародний фестиваль естрадної пісні «На хвилях Світязя». Солістка Шацького РБК Світлана Приймук у 2000 році завоювала гран-прі цього фестивалю.
У 2001 році фольклорний колектив «Молодички» Шацького МБК (керівник Н. Вирович) та ансамбль народної пісні «Лісова пісня» (керівник
Г. Корнелюк) отримали звання народний — аматорський, а у 2004 році звання народний отримало вокальне тріо «Мальви» Шацького РБК (керівник О. Цюпяшук). Солістка Шацького РБК Світлана Приймук виборола премію на фестивалі «Пісенний вернісаж − 2001» у Києві. Вже стало традицією проведення в Шацьку огляду — конкурсу колядників і щедрувальників «Коляда іде», який проводиться на площі перед Будинком культури. Народний аматорський колектив «Молодички» Шацького МБК (керівник Ніна Вирович) кілька років займала призові місця на фестивалі «Колядки і щедрівки над Бугом» у місті Влодава (Польща), дипломант Ш та 1У міжнародного фестивалю українського фольклору «Берегиня» у Луцьку.
У 2004 році народний аматорський колектив «Молодички» відсвяткував своє 20-річчя заснування. На це свято прибуло багато гостей, адже колектив знаний не лише в Україні, а й у Польщі та Білорусі. З польським ансамблем «Кресов'янки» брали участь у Міжнародному фестивалі «Зорепад» у Севастополі, на виставці -ярмарку Державного музею народної архітектури та побуту (с. Пирогів, Київської обл.).
Були певні досягнення в галузі спорту. В містечкові працює спортивна школа. Латковська Світлана у 2004 році та Сулік Олена у 2005 році стали чемпіонками України з веслування на байдарках і каное. Галина Гарват стала чемпіонкою области й бронзовим призером чемпіонату України серед дорослих з веслування на байдарках і каное у 2006 році. Оксана Демидюк — бронзовий призер з боротьби самбо на IV літніх спортивних іграх молоді України 2006 року.
Вже понад 20 років проходить в Шацьку Всеукраїнський меморіал пам'яті майстра спорту з веслування на байдарках і каное шачанки Галини Зуб.
У 2000-их у Шацьку зростала мережа приватних підприємств торгівлі та громадського харчування (магазини, кафе, бари, кіоски), які щорічно збільшують обсяги реалізації товарів і продукції й донині. Було збудовано полігон твердих побутових відходів, очисні споруди. В Шацьку працюють такі установи та організації як ВАТ «Шацьке РТП», ВАТ «Родючість», спільне українсько-польське підприємство «УКРА ФАРМ МІТ», перукарні «Вікторія» та «Стиль», ПВКП «Плесо», споживче товариство, санаторій «Лісова пісня», ЗАТ «Чайка», ВУЖКГ, рибгосп, держлісгосп, КСП «Україна», управління осушувальних систем, Шацький національний парк, Укртелеком, відділення зв'язку, Шацька лікарня , міський будинок культури, три бібліотеки, музична школа, дві загальноосвітні школи, два дитячих садочки, будинок школяра, спортивна школа, редакція газети «Шацький край», три аптеки, управління юстиції, Шацька селищна Рада.
Релігійна мережа нараховує чотири релігійні конфесії. Традиційною релігією є православ'я, дуже зросла кількість протестантів. Церква Різдва Богородиці у містечкові Шацьк буле збудована ще у 1838 році і має архітектурну, культурну та історичну цінність, роботу якої було відновлено у 1993 році, а в 2000 році храм набув нового вигляду, завдяки ремонту, який було зроблено зусиллями прихожан і місцевої влади. 
У 2020 внаслідок адміністративно-територіальної реформи Шацький район був ліквідований ,а його територія увійшла до складу Ковельського району. Натомість Шацька селищна громада була єдиним об'єктом підпорядкування. Завдяки реформі громада отримала більше коштів та поштовх для розвитку. Шацька районна лікарня була перейменована у Шацьку лікарню, районний суд та рада були ліквідовані, утворений ЦНАП.